# Benedicta Boccoli
Pour les articles homonymes, voir Boccoli.
Benedicta Boccoli, née à Milan (Italie) le 11 novembre 1966, est une actrice et animatrice de télévision italienne.

## Biographie
Née à Milan (Italie) le 11 novembre 1966, Benedicta Boccoli emménage à Rome avec sa famille pendant son enfance. Elle est la sœur de l’actrice Brigitta Boccoli et a aussi deux frères : Barnaby et Filippo (simple).
Elle commence sa carrière artistique avec le programme Pronto, chi gioca?, dans les années 1980. Depuis, elle travaille à la télévision et, aujourd'hui, principalement pour le théâtre.
Durant les années 1990, elle a été l'épouse de l'acteur Maurizio Micheli, avec qui elle a vécu onze ans.
Giorgio Albertazzi la décrit comme l’« Artistissima »,,.
Tous les lundis, elle écrit dans le quotidien Il Fatto Quotidiano le journal intime d'une adolescente des années 1980 et années 1990, Cosa resterà.

## Télévision
- Pronto, chi gioca ? - de Gianni Boncompagni
- 1987-1990 : Domenica In - avec sa sœur Brigitta Boccoli
- 1991 : Viva Colombo, de Il sabato sera di Rai Uno
- 1994 : Unomattina
- 1995 et 1996 : Gelato al limone - avec Massimiliano Pani
- 1997 : Due come Noi - TV italienne, avec Wilma De Angelis (TMC)
- Incantesimo - Série télévisée
- 2006-2007 : Reality Circus - Reality show de Canale 5 avec Barbara D'Urso

## Théâtre
- 1992-1993 : Spirito Allegro de Noël Coward, directeur Franco Però - Protagoniste
- 1994-1995 : Cantando Cantando de Maurizio Micheli, avec Maurizio Micheli, Aldo Ralli et Gianluca Guidi - Coprotagoniste
- 1995-1996-1997 : Buonanotte Bettina, de Garinei et Giovannini, directeur Gianni Fenzi, avec Maurizio Micheli, Aldo Ralli e Miranda Martino -  Protagoniste
- 1998-1999 : Can Can - Musical de Abe Burrows, directeur Gino Landi, avec Mino Bellei et Corrado Tedeschi - Protagoniste
- 1999 : Orphée aux Enfers - Opéra de Jacques Offenbach - rôle : Terpsichore
- 2000-2001-2002 : Polvere di stelle, directeur Marco Mattolini -
- 2002-2003-2004 : Le Pillole d'Ercole de Maurice Hennequin et Paul Bilhaud, directeur Maurizio Nichetti
- 2004 : Amphitruo, de Plaute, directeur Michèle Mirabella
- 2004 : Stalker de Rebecca Gilmann, directeur Marcello Cotugno
- 2004 : Ploutos de Aristophane, directeur Michele Mirabella
- 2004-2005-2006 : Fiore di cactus (Fleur de cactus) de Pierre Barillet et Jean-Pierre Grédy, directeur Tonino Pulci
- 2006 : Prova a farmi ridere de Alan Aykbourn, directeur Maurizio Micheli, avec Pino Quartullo
- 2007 : Sunshine de William Mastrosimone, directeur Giorgio Albertazzi, avec Sebastiano Somma - Protagoniste
- 2010 : L'Appartamento, de Billy Wilder, directeur Patrik Rossi Gastaldi, avec Massimo Dapporto
- 2011 : Il marito scornato (Georges Dandin), de Molière, avec Maurizio Micheli
- 2012-2013 : Vite private, de Noël Coward, avec Corrado Tedeschi
- 2014 : Dis-order de Neil LaBute, directeur Marcello Cotugno, avec Claudio Botosso
- 2014 : Incubi d'Amore d'Augusto Fornari, Toni Fornari, Andrea Maia, Vincenzo Sinopoli, directeur Augusto Fornari, avec Sebastiano Somma et Morgana Forcella
- 2015 : Crimini del Cuore (Crimes du cœur) de Beth Henley, directeur Marco Mattolini
- 2016 : Avec vue sur l'Arno de E. M. Forster, directeur Stefano Artissunch - 2016
- 2016 : Fleur de cactus de Pierre Barillet e Jean-Pierre Grédy, directeurs Piergiorgio Piccoli e Aristide Genovese
- 2017 - 2018 : Il più brutto week-end della nostra vita de Norm Foster, directeur Maurizio Micheli
- 2019 - 2020 - 2021 - 2022 - 2023 : Le test de Jordi Vallejo, directeur Roberto Ciufoli (it)[8],[9]
- 2020 : Su con la vita de Maurizio Micheli, directeur Maurizio Micheli[10],[11]
- 2023 - 2024 : Les Précieuses ridicules librement pris de Molière, directeur Stefano Artissunch, avec Lorenza Mario (it) et Stefano Artissunch[12]
- 2024 - 2025 : Donne in pericolo de Wendy MacLeod, directeur Enrico Maria Lamanna (avec Benedicta Boccoli, Vittoria Belvedere et Debora Caprioglio)

## Cinéma
- 2003 : Gli angeli di Borsellino de Rocco Cesareo (it)
- 2007 : Valzer de Salvatore Maira
- 2008 : Dolce di latte de Gianni Leacche
- 2016 : Ciao Brother de Nicola Barnaba
- 2024 : Colpevole de Gianni Leacche[13]

### Courts métrages
- 2020 : La confessione, d'elle-même[14],[15]
- 2023 : Come un fiore, d'elle-même, sur la sensibilisation à la prévention du cancer du sein et à l'acceptation du corps[16]

## Radio
- Depuis février 2005, elle anime un programme sur RTL 102.5 le soir, durant le week-end
- Depuis mai 2011, elle travaille avec Paolo Notari dans le programme Métro, en nocturne sur Radio1 Rai. De septembre 2011 à décembre 2012, ils ont joué le programme Check-in
- 2013 : Figure, figurine, figuracce, écrit et mis en scène par Benedicta Boccoli, Radio1 Rai

## Autres images

Benedicta Boccoli
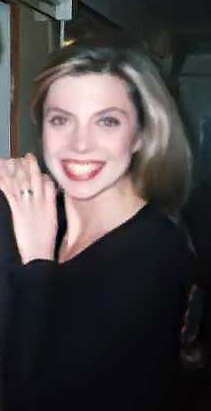
Benedicta Boccoli, au théâtre Saint Babylas de Milan, en 1998.
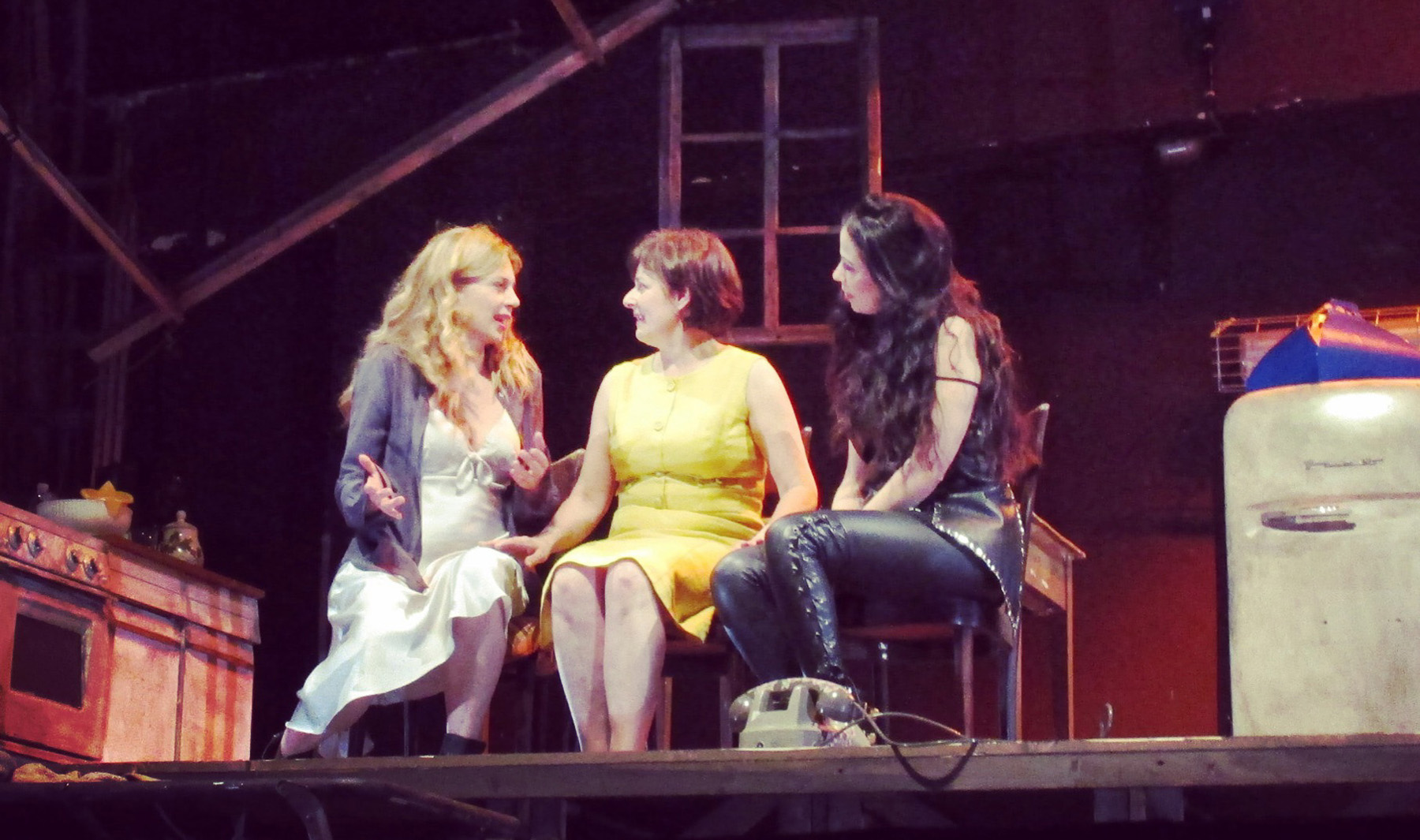
Benedicta Boccoli, Paola Bonesi et Fulvia Lorenzetti Crimini del Cuore, théâtre Saint Babylas de Milan, 1er mai 2015[17].
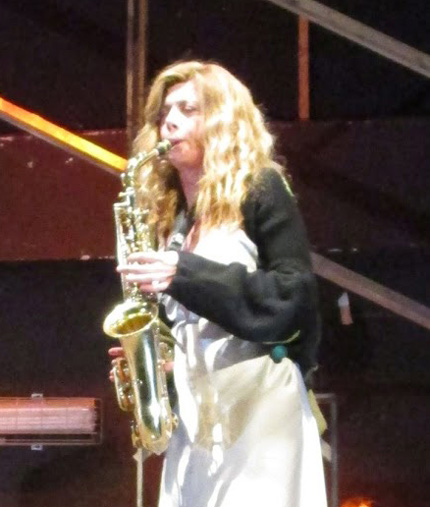
Benedicta Boccoli et son saxophone pendant Crimini del Cuore, théâtre Saint Babylas de Milan[18], 1er mai 2015.
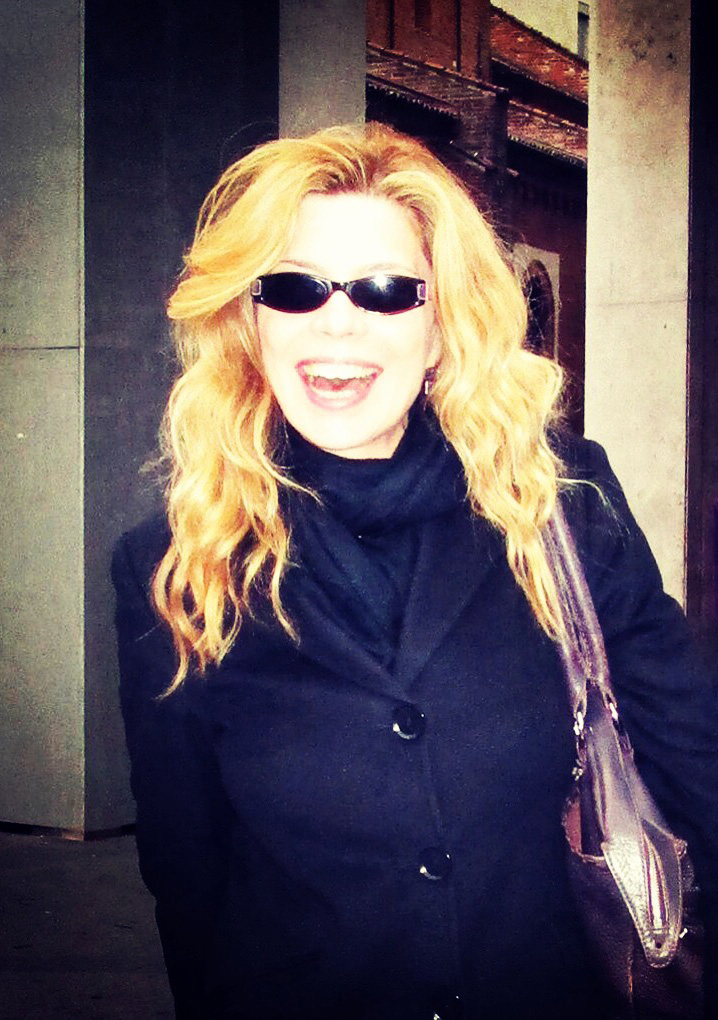
Benedicta Boccoli, à la sortie du théâtre Saint Babylas de Milan, le 3 mai 2015, après la dernière représentation de Crimini del Cuore.
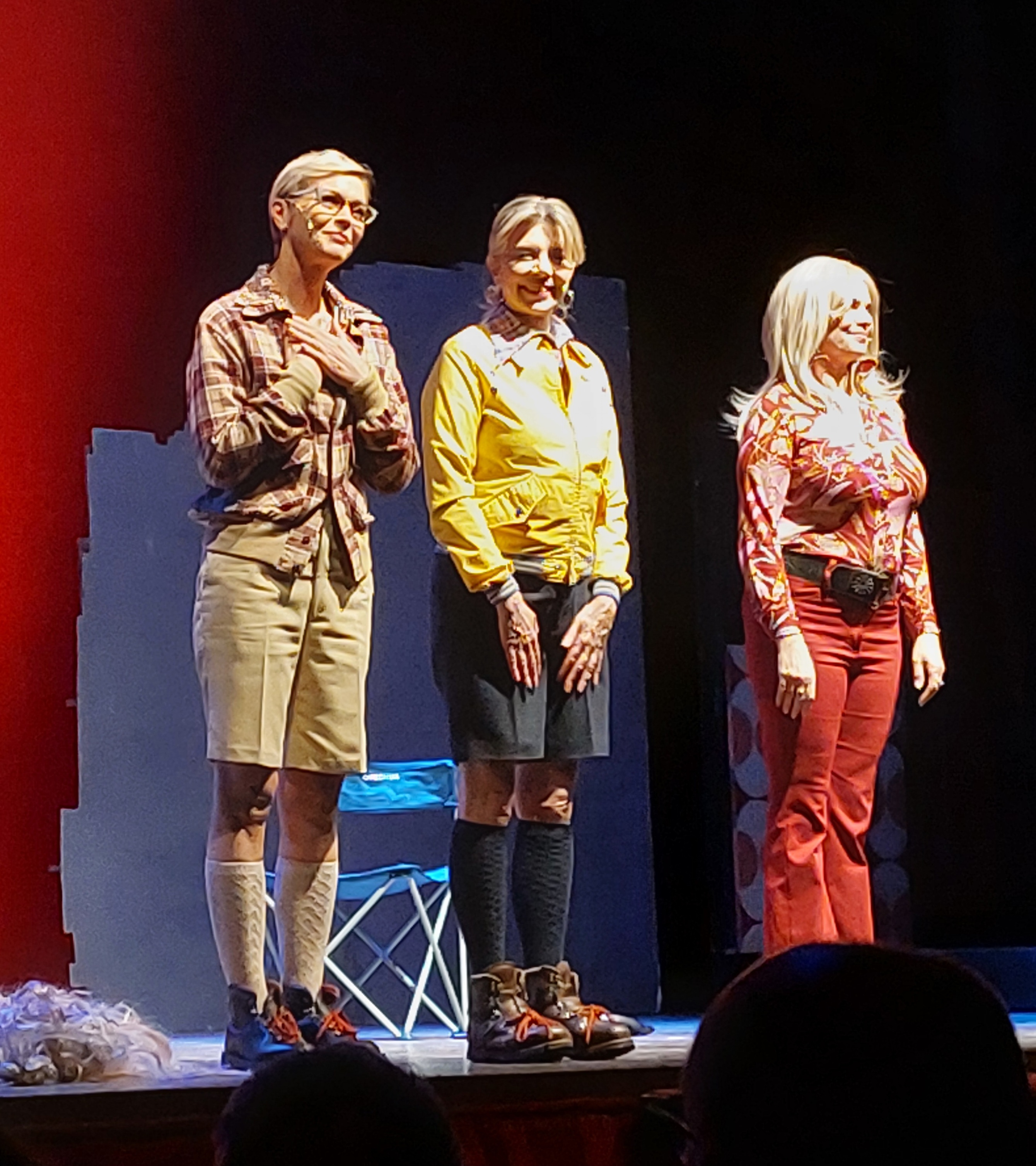
Vittoria Belvedere, Benedicta Boccoli et Debora Caprioglio Donne in pericolo, Théâtre Saint-Dominique (it), Crema, 1er décembre 2024.